# Mamquam River
Der Mamquam River ist ein 35 km langer linker Nebenfluss des Squamish River im Südwesten der kanadischen Provinz British Columbia.

## Flusslauf
Der Mamquam River entspringt am Südwesthang des Pollen Peak in den Pacific Ranges auf einer Höhe von 1600 m. Der Mamquam River fließt anfangs in 9 km in westlicher. Er bildet dabei die nördliche Abgrenzung der Coquitlam Ranges. Anschließend strömt der Mamquam River 9 km in nördlicher Richtung durch das Gebirge und trifft auf eine große Moräne unterhalb des Mamquam Icefield. Diese wird seitlich vom Skookum Creek und Ring Creek umflossen, die beide rechtsseitig in den Mamquam River münden. Der Mamquam River fließt auf seinen letzten 17 km nach Westen und mündet bei der Kleinstadt Squamish in den Squamish River. Der Mamquam River entwässert ein Areal von 378 km². Der mittlere Abfluss 5 km oberhalb der Mündung beträgt 25,5 m³/s. Die höchsten Abflüsse werden gewöhnlich in den Monaten Mai bis Juli gemessen.